# Раск, Расмус
Расмус Кристиан Раск (Расмус Христиан Раск, дат. Rasmus Christian Rask; 1787—1832) — датский лингвист и ориенталист, один из основоположников индоевропеистики и сравнительно-исторического языкознания.
Труды в области германистики, балтистики, иранистики, африканистики, ассириологии. Открыл регулярные соответствия между индоевропейскими и германскими шумными согласными («передвижение согласных»); доказал древность языка Авесты и его близкое родство с санскритом; дешифровал ряд клинописных текстов.

## Биография
Ещё в училище Раск увлёкся древним скандинавским языком. В 1807 году он поступил в Копенгагенский университет и уже на следующий год, вместе с профессором Р. Ньерупом осуществил перевод «Младшей Эдды» на датский язык. Ещё студентом Раск обнаруживал в себе блестящие лингвистические способности. По окончании курса он стал помощником библиотекаря университетской библиотеки и вскоре написал «Руководство к исландскому или древнесеверному языку» («Vejledning til det Islandske eller gamle Nordiske Sprog». — Копенгаген, 1811; сокращённая обработка его, «Kortfattet Vejledning», вышла в 1832; 4-е изд., 1861); издал также четырёхтомный исландский словарь Бьёрна Хальдорсена (Копенгаген, 1814).
Два с половиной года, с 1813 по ноябрь 1815, Раск изучал в Исландии местную историю; там составил собрание саг и в 1814 году окончил сочинение о происхождении древнего норманнского (или исландского) языка — «Исследование в области древнесеверного языка, или происхождение исландского языка» («Undersögelse om det gamle Nordiske eller Islandske Sprogs Oprindelse»). Сочинение было опубликовано в 1818 году и имело важнейшее значение в истории сравнительного языкознания и германской филологии.
По возвращении из путешествия Раск был избран первым президентом «Исландского литературного общества». Под его председательством и по предложенному им плану, было начато издание «Sturlunga Saga» — большой исландской народной истории.
С целью изучения на месте азиатских родичей германских языков Раск задумал путешествие в Персию и Индию. В 1816 году он прибыл в Стокгольм, где издал «Старшую Эдду» и «Младшую Эдду» (со шведским переводом Афцелиуса, Стокгольм, 1818), англосаксонскую грамматику («Angelsaksisk Sproglære», 1817) и шведскую обработку своей исландской грамматики («Anvisning till Isländskan eller Nordiska fornspråket», 1818).
Через Финляндию Раск отправился в Санкт-Петербург, где пробыл почти целый год, и в 1819 году через Москву и Кавказ прибыл в Персию. Изучив за 6 недель здесь персидский язык настолько хорошо, что мог свободно объясняться с персами, Раск приехал в Индию, где пробыл два года — в основном в Бомбее, где активно общался с парсами, изучая их священную литературу, и на Цейлоне.
Во время своего пребывания там он напечатал в «Transactions of the literary and agricultural Society of Colombo» рассуждение «A Dissertation respecting the best Method of expressing the sounds of the Indian languages in European Characters» и «Singalesisk skriftlære» (1821).
В 1823 году Раск вернулся в Копенгаген, привезя с собой богатое собрание древнеиранских и буддийских рукописей, и получил звание профессора истории литературы в Копенгагенском университете. Его позднейшие сочинения: «Spansk Sproglære» (1824), «Frisisk Sproglære» (1825), «Italiensk Sproglære» (1827), «Dansk Retskrivningslære» (1826), рассуждение о подлинности зенда («On the Age and Genuineness of the Zend language» в «Transactions of the Liter. Society of Bombay», т. III, и по-датски: «Om Zendsprogets og Zendavestas ælde og ægthed», Копенгаген, 1826; Раск доказывает здесь поставленную англичанами под сомнение подлинность Авесты и её языка — ближайшего, по его мнению, родича санскрита). В 1825 г. он содействовал основанию «Королевского общества северной археологии»; в 1830 г. издал по-английски датскую грамматику (2-е изд., 1846); в 1831 г. получил звание профессора восточных языков.
После его смерти была издана его «Engelsk Formlære» (1832). Оставшиеся после него неоконченные труды и собрания были его братом принесены в дар копенгагенским библиотекам. Часть их вошла в собрание сочинений Раска («Samlede Afhandlinger», изданные братом Раска, 1834—1838). Ко времени своего путешествия в Индию, Раск знал 25 разных языков и диалектов. При всём его влиянии на развитие сравнительного языкознания, главное внимание было обращено на точное описание отдельных языков и владения ими. Широкая комбинация фактов, почерпнутых из отдельных языков и построение их в виде смелых сравнительных систем, как это делали Ф. Бопп и Гримм, были ему не по душе; к капитальным трудам Я. Гримма он относился отрицательно.
В частности, в 1834 году в «Samlede Afhandlinger» были опубликованы соображения и аргументы Раска в пользу существования семьи «скифских языков». В эту семью был включён широкий круг языков Евразии, причём в первую очередь речь шла об урало-алтайских языках, хотя сам Раск относил к ней также баскский, чукотско-камчатские и эскимосский.
Биографии Раска дали Н. М. Петерсен в «Samlede Afhandlinger» (т. I, Копенгаген, 1870) и Ф. Рённинг, «Rasmus Kristian Rask» (Копенгаген, 1887). См. оценку деятельности Раска как германиста у Г. Пауля, «Geschichte der germanische Philologie» («Grundriss der germ. Philol.», т. I, вып. I, § 68).

## Научная деятельность
Наибольшее значение для развития лингвистики имело сочинение Раска «Исследование в области древнесеверного языка, или происхождение исландского языка» (1818). Оно — наряду с книгой Ф. Боппа «О системе спряжения санскритского языка в сравнении с таковым греческого, латинского, персидского и германского языков» (1816) и первым томом «Немецкой грамматики» (1819) — заложило основы сравнительно-исторического языкознания, а также имело важнейшее значение в истории германской филологии.
Первая часть данного сочинения стала первой попыткой сформулировать методологию сравнительной грамматики. Во второй части Раск на основе методического исследования фонетического и формального строя исландского языка доказывал его близкое родство с прочими «готскими» (то есть германскими) языками. Третья часть была посвящена доказательству его родства с другими европейскими языками, особенно с балто-славянскими, причём наиболее подробно были проанализированы родственные отношения германских языков к греческому и латинскому языкам (эти два последних языка Раск рассматривал как самые южные ответвления «фракийского» языка); в то же время Раск не нашёл каких-либо признаков родства исландского с такими языками, как гренландский, баскский, финский. Основной упор в своём анализе степени родства языков Раск делал на установление грамматических соответствий, считая их значение более значимыми, чем соответствия лексические; среди же лексических соответствий он придавал основное значение сходству слов, относящихся к базисной лексике — «наиболее существенным, необходимым, материальным и первичным словам, составляющим основу языка».
Раск впервые отчётливо сформулировал важнейший для компаративистики принцип регулярности соответствий. Проводя разграничение различных классов лексики в отношении их значимости для компаративистики, он отмечал, что слова, связанные с торговлей, образованием, наукой и т. д., слишком часто «возникают не естественным путём» (то есть заимствуются). К базисной же лексике Раск отнёс наиболее устойчивые слова: местоимения, числительные, имена родства и др. Он указывал: «Когда в двух языках имеются соответствия именно в словах такого рода и в таком количестве, что могут быть выведены правила относительно буквенных переходов из одного языка в другой, тогда между этими языками имеются тесные родственные связи». Такой подход сохранил свою значимость и в современной компаративистике (с заменой сопоставления букв сопоставлением фонем).
В этой же части, устанавливая звуковые соответствия между германскими и родственными им языками, Раск стал предшественником Я. Гримма в формулировке знаменитого закона передвижения согласных в германских языках (закон Гримма, или закон Раска — Гримма), намечая почти все его главные и основные черты. Именно он показал, что в общегерманском языке имели место следующие изменения: p, t, k → f, þ, h; d, g → t, k; bʰ, dʰ, gʰ → b, d, g. Единственной ошибкой Раска было неправильное истолкование исторического развития b (ошибка, исправленная Гриммом, который развил наблюдения Раска в целостную систему). При этом и Раск, и Гримм не абсолютизировали выявленные ими регулярности в звуковых изменениях; Раск писал, что согласные «часто» изменялись по сформулированным им правилам, и лишь младограмматики пришли к представлению о звуковых законах, не знающих исключений.
Впрочем, значение сочинения Раска для сравнительно-исторического языкознания было осознано европейской наукой с запозданием, поскольку это сочинение было опубликовано на датском языке, знакомом далеко не всем исследователям, а частичный перевод на немецкий был выполнен плохо.

## Публикации
- Rask R. K.  Vejledning til det Islanske eller garnie Nordiske Sprog. — Kjöbenhavn: Trykt paa Hofboghandler Schubothes Forlag, hos J. R. Thiele, 1811. — lvi + 282 s.
- Rask R. K.  Angelsaksisk sproglaere tilligemed en kort laesebog. — Stockholm: M. Wiborg, 1817. — 168 s.
- Rask R. K.  Anvisning till Isländskan eller Nordiska fornspråket. — Stockholm: M. Wiborg, 1818. — xxviii + 298 s.
- Rask R. K.  Edda Sæmundar hinns Fróda. Collectio carminum veterum scaldorum Saemundiana dicta. — Holmiae: Typis Elmenianis, 1818. — v + 288 s.
- Rask R. K.  Undersögelse om det gamle Nordiske eller Islandske Sprogs Oprindelse. — Kjöbenhavn: Gyldendal, 1818. — xii + 312 s.
- Rask R. K.  Singalesisk skriftlære. — Kolombo, 1818. — 16 s.
- Rask R. K.  Frisisk sproglaere, udarbejdet efter samme plan som den islandske og angelsaksiske. — Kjöbenhavn: Hofboghandler Beeken, 1825. — ii + 138 s.
- Rask R. K.  Über das Alter und die Echtheit der Zend-Sprache und des Zend-Avesta, und Herstellung des Zend-Alphabets nebst einer Übersicht des gesammten Sprachstammes. — Berlin: Duncker und Humblot, 1826. — viii + 80 S.
- Rask R. K.  Om Zendsprogets og Zendavestas Ælde og Ægthed. — Kjöbenhavn: Trykt hos A. Seidelin, 1826. — 46 s.
- Rask R. K.  Italiensk Formlære, udarbejdet efter samme Plan som den spanske Sproglære. — Kjöbenhavn: Trykt hos J. H. Schultz, 1827. — 75 s.
- Rask R. K.  Historien om de ti vezirer og hvorledes det gik dem. Ved kong Azád Bachts sön. — Kjöbenhavn: Trykt hos Jens Hostrup Schultz, 1829. — 159 s.
- Rask R. K.  Engelsk Formlære, udarbejdet efter en ny Plan. — Kjöbenhavn: Gyldendal, 1832. — 112 s.
- Rask R. K.  Samlede tildels forhen utrykte Afhandlinger. Udg. efter Forf.s Død af H. K. Rask. — Kjöbenhavn: Trykt i det Poppske bogtrykkeri, 1834. — 504 s.
- Раск Р. Заметки о России / Расмус Кристиан Раск; сост., автор вступ. статьи и примеч. Л. С. Чекин; пер. с датского, исландского, немецкого и шведского Л. С. Чекина при участии О. В. Рождественского и Т. Л. Шенявской. — М.: Новое литературное обозрение, 2018. — 240 с.